# Bâtonnage (œnologie)
Pour les articles homonymes, voir Bâtonnage.

Tonneau de vin pendant un bâtonnage des lies par rotation.

En œnologie, le bâtonnage est l'action de remettre en suspension les lies (levures mortes et résidus de raisins) dans un vin.
Cette opération est traditionnellement réalisée à l'aide d'une dodine au cours de l'élevage du vin dans son contenant, après la fin des fermentations. Elle peut également se faire en mettant les fûts sur des supports à roulettes et en tournant les fûts.
L'intérêt du bâtonnage est de favoriser l'autolyse des levures ce qui a pour effet de donner plus de corps et de gras au vin et de favoriser le développement d'arômes complexes.
La propriété réductrice des lies permet de modifier le potentiel d'oxydoréduction du vin.
Durant la fermentation, la remise en suspension des lies peut permettre de détoxifier le milieu et d'aider à finir la fermentation.